# مستعمرة نيجيريا
تشير المستعمرة النيجيرية إلى حقبة في تاريخ نيجيريا عندما حكمت بريطانيا العظمى منطقة غرب إفريقيا منذ منتصف القرن التاسع عشر وحتى تحقق الاستقلال في عام 1960. بدأ النفوذ البريطاني في المنطقة مع حظر تجارة الرقيق على الرعايا البريطانيين عام 1807. ضمت بريطانيا لاغوس في عام 1861، وأسست محمية نهر النفط في عام 1884. ازداد النفوذ البريطاني في منطقة النيجر تدريجيًا خلال القرن التاسع عشر، لكن بريطانيا لم تحتل المنطقة بشكل فعال حتى عام 1885. اعترفت قوى أوروبية أخرى بهيمنة بريطانيا على المنطقة في مؤتمر برلين عام 1885.
منذ عام 1886 وحتى عام 1899، كانت معظم البلاد محكومة من قبل شركة النيجر الملكية بموجب ميثاق، وحكمها جورج توبمان غولدي. في عام 1900، انتقلت محمية جنوب نيجيريا ومحمية شمال نيجيريا من أيدي الشركة إلى التاج. بناء على دعوة من الحاكم فريدريك لوغارد، دُمِج الإقليمان كمستعمرة ومحمية نيجيريا، مع الحفاظ على استقلالية إقليمية كبيرة بين المناطق الرئيسية الثلاث. نصت الدساتير التقدمية بعد الحرب العالمية الثانية على زيادة التمثيل والحكم الانتخابي من قبل النيجيريين. استمرت الفترة الاستعمارية في نيجيريا منذ عام 1900 حتى عام 1960، وبعد ذلك حصلت نيجيريا على استقلالها.

## نظرة عامة
فرضت بريطانيا حكومة مستعمرة التاج على منطقة غرب إفريقيا، التي أصبحت تعرف باسم نيجيريا، من خلال تسلسل تدريجي للأنظمة، وهو شكل من الحكم كان أوتوقراطيًا وبيروقراطيًا على حد سواء. بعد اعتماد نهج الحكم غير المباشر في البداية، في عام 1906، دمج البريطانيون مستعمرة لاغوس الصغيرة ومحمية جنوب نيجيريا في مستعمرة جديدة لجنوب نيجيريا، وفي عام 1914، دُمِجت هذه المستعمرة مع محمية شمال نيجيريا لتشكيل مستعمرة ومحمية نيجيريا. أُجريت الإدارة والسيطرة العسكرية على الإقليم بشكل أساسي من قبل البريطانيين البيض، في كل من لندن ونيجيريا.
بعد الغزو العسكري، فرض البريطانيون نظامًا اقتصاديًا مصممًا للاستفادة من العمالة الإفريقية. كان الأساس الجوهري لهذا النظام هو اقتصاد المال -وتحديدًا الجنيه الإسترليني البريطاني- والذي يمكن المطالبة به من خلال الضرائب، ودفعه إلى السكان الأصليين المتعاونين، وفرض الغرامات به.
أدى اندماج المجموعات العرقية والدينية المختلفة في اتحاد واحد إلى خلق توترات داخلية استمرت في وجودها في نيجيريا حتى يومنا هذا.

## أصول النفوذ البريطاني
في القرن الثامن عشر، كان للإمبراطورية البريطانية وقوى أوروبية أخرى مستوطنات وحصون في غرب إفريقيا، لكنها لم تنشئ بعد مستعمرات مزارع كاملة كالتي وجدت في الأمريكتين. كتب آدم سميث في عام 1776 أن المجتمعات الإفريقية كانت أفضل وأكثر اكتظاظًا بالسكان من تلك الموجودة في الأمريكتين، وبالتالي خلقوا حاجزًا أكبر أمام التوسع الأوروبي.
العناصر السابقة المتعلقة بذلك كانت تأسيس مستعمرة في سيراليون في عام 1787 كملاذ للعبيد المحررين، والحركة التبشيرية المستقلة التي هدفت لجلب المسيحية إلى مملكة إيدو، وبرامج الاستكشاف التي رعتها الجمعيات والمجموعات العلمية، مثل الجمعية الإفريقية في لندن.
أدرك القادة المحليون، مع كونهم على علم بالوضع في جزر الهند الغربية والهند وأماكن أخرى، مخاطر التوسع البريطاني. شرح رئيس مملكة بوني في عام 1860 أنه رفض معاهدة بريطانية بسبب الميل إلى «حث الرؤساء على التوقيع على معاهدة لم يفهموا معناها، ومن ثم الاستيلاء على البلاد».

### تجارة الرقيق وحظرها
بدأت تجارة الرقيق الأوروبية من غرب إفريقيا قبل عام 1650، حيث أُخِذ الأفراد بمعدل نحو 3000 فرد سنويًا. ارتفع هذا المعدل إلى 20000 في السنة في الربع الأخير من القرن. كانت تجارة الرقيق أثقل في الفترة بين عامي 1700 و1850، بمتوسط 76000 شخص يُنقلون من إفريقيا كل عام بين 1783 و1792. في البداية، كانت التجارة تتمحور حول غرب وسط إفريقيا، كونغو في العصر الحالي. لكن في القرن الثامن عشر، أصبح خليج بينين (المعروف أيضًا باسم ساحل العبيد) المركز التالي الأكثر أهمية. كانت ويدة (الآن جزء من بينين) ولاغوس الموانئ الرئيسية على الساحل. من 1790-1807، اشتري تجار الرقيق، البريطانيون في الغالب، بشراء 1000-2000 عبد كل عام في لاغوس وحدها. استمرت التجارة في وقت لاحق تحت البرتغاليين. في خليج بيفارا، كانت الموانئ الرئيسية هي كالابار القديمة (أكوا أكبا)، وبوني، وكالابار الحديثة. اعتبارًا من عام 1740، كان البريطانيون هم تجار الرقيق الأساسيون في هذه المنطقة. في عام 1767، سهل التجار البريطانيون مذبحة جهرية لمئات الأشخاص في كالابار بعد دعوتهم إلى سفنهم، ظاهريًا لتسوية نزاع محلي.
في عام 1807، سن برلمان المملكة المتحدة قانون تجارة الرقيق، الذي حظر على الرعايا البريطانيين المشاركة في تجارة الرقيق. ضغطت بريطانيا بعد ذلك على القوى الأوروبية الأخرى لوقف تجارة الرقيق أيضًا. أبرمت معاهدات مناهضة للعبودية مع قوى غرب إفريقيا، والتي فرضتها عسكريًا. تضمنت بعض المعاهدات حظرًا على الدبلوماسية الممارسة دون إذن بريطاني، أو وعود أخرى بالتقيد بالحكم البريطاني. قدم هذا السيناريو فرصة للبعثات البحرية والاستطلاعية في جميع أنحاء المنطقة. ضمت بريطانيا أيضًا فريتاون في سيراليون، وأعلنت أنها مستعمرة للتاج في عام 1808.
أدى الانخفاض في التجارة بشكل غير مباشر إلى انهيار دول مثل إمبراطورية إيدو. انسحبت بريطانيا من تجارة الرقيق عندما كانت الناقل الرئيسي للعبيد إلى الأمريكتين. ألغى الفرنسيون العبودية بعد الثورة الفرنسية، على الرغم من أنها أعادت تأسيسها لفترة وجيزة في مستعمراتها الكاريبية تحت حكم نابليون. باعت فرنسا لويزيانا إلى الولايات المتحدة في عام 1803، وهو نفس العام الذي تخلت فيه عن محاولة استعادة سانت دومينغو. بحلول نهاية الحروب النابليونية، أنهت العبودية في ممتلكاتها. بين الحروب، اشترى الفرنسيون والبريطانيون غالبية العبيد الذين بيعوا من موانئ إيدو. عانى الاقتصاد من الانخفاض في تجارة الرقيق، على الرغم من استمرار تهريب العبيد إلى الأمريكيتين لسنوات بعد ذلك.
أصبحت لاغوس ميناء رقيق رئيسي في أواخر القرن الثامن عشر وفي خمسينيات القرن التاسع عشر. كان الكثير من الاتجار بالبشر الذي حدث هناك غير قانوني اسميًا، والسجلات من هذا الزمان والمكان ليست شاملة. وفقًا لقاعدة بيانات رحلات تجارة الرقيق عبر الأطلسي، بيع 308800 عبر المحيط الأطلسي من لاغوس في 1776-1850. كان للتجار البريطانيين والفرنسيين نصيب كبير من هذا العمل حتى عام 1807، عندما استُبدِلوا بالبرتغاليين والإسبانيين. بحلول فترة 1826-1850، تدخلت البحرية الملكية البريطانية بشكل كبير مع صادرات الرقيق من لاغوس.
ما إذا كان الغزو البريطاني لنيجيريا نتج عن دافع خيري لإنهاء العبودية، أو دوافع أقوى متمثلة في الثروة والسلطة، يظل الأمر موضع نزاع بين المؤرخين الأفريقيين والأوروبيين. ظل العديد من السكان المحليين غير مقتنعين بسلطة التاج لعكس الخصائص القانونية والأخلاقية للمؤسسة الاجتماعية بالكامل من خلال مراسيم. بغض النظر عن ذلك، فقد أهلكت العبودية السكان وغذت العسكرة والفوضى، مما مهد الطريق لاستعمار أكثر عدوانية.